# Giovanni Martusciello
Giovanni Martusciello (* 19. August 1971 in Ischia) ist ein ehemaliger italienischer Fußballspieler und heutiger -trainer.

## Spielerkarriere
Martusciello begann seine Karriere in seiner Heimatgemeinde Ischia auf der gleichnamigen Insel. Nach Durchlaufen seiner Juniorenzeit wurde er in der Spielzeit 1988/89 erstmals für Ischia Isolaverde in zwei Ligapartien der Serie C1 eingesetzt. Seine Premierensaison beendete die Mannschaft im unteren Mittelfeld. Bereits in seiner zweiten Spielzeit gehörte Martusciello zum Stamm der Mannschaft und absolvierte 20 von 34 Ligaspielen. Das Team wurde jedoch Letzter und musste somit in die Serie C2 absteigen. In der Spielzeit 1990/91 gelang als Meister der Gruppe D der sofortige Wiederaufstieg in die Serie C1. In den vier folgenden Spielzeiten konnte man stets die Klasse halten, teilweise musste man dafür allerdings in den Abstiegs-Play-Outs bestehen.
1995 wechselte Martusciello nach 160 Ligaeinsätzen für Ischia zum Ligakonkurrenten FC Empoli. Auch in Empoli wurde Martusciello schnell wichtiger Bestandteil der Mannschaft, die in der Spielzeit 1995/96 sowohl die Coppa Italia Lega Pro gewann, als auch durch die Play-offs den Aufstieg in die Serie B schaffte. In der Spielzeit 1996/97 gelang Empoli der direkte Durchmarsch in die Serie A, nachdem man die Saison als Zweiter beenden konnte. Man konnte sich in der Spielzeit 1997/98 zunächst in der höchsten Liga Italiens halten, stieg jedoch in der Folgesaison wieder ab. Nach vier weiteren Spielen für Empoli zu Beginn der Spielzeit 1999/2000 wurde Martusciello zunächst an den CFC Genua verliehen, für den er bis Januar 2000 16 Partien absolvierte. In der Rückrunde wurde er an die US Palermo in die Serie C1 verliehen, für die er zu lediglich fünf Einsätzen kam.
Nach 118 Spielen und zwölf Toren verließ Martusciello den FC Empoli im Sommer 2000 endgültig und schloss sich der AS Cittadella an. Auch in Cittadella konnte sich Martusciello als Stammspieler etablieren und absolvierte für die AS in den Spielzeiten 2000/01 und 2001/02 über 40 Partien. Mit dem Abstieg 2002 wechselte er zum Zweitliga-Aufsteiger Catania Calcio, mit dem er den Klassenerhalt schaffte. Catania verließ er jedoch wieder nach nur einem Jahr und wechselte in die dritte Liga zu Sambenedettese Calcio, für die er in der Spielzeit 2003/04 19 Partien spielte. 2004 wechselte er erneut nach nur einem Jahr zur AS Lucchese Libertas, für die er nochmals auf 29 Spiele kam. 2005 folgte mit der US Città di Pontedera seine letzte Vereinsstation in der viertklassigen Serie D. Nach der Saison 2005/06 beendete Martusciello seine Karriere.

## Trainerkarriere
Ab 2006 arbeitete Martusciello drei Jahre als Co-Trainer in der Jugendabteilung des FC Empoli. Ab der Zweitliga-Spielzeit 2009/10 war er Co-Trainer der ersten Mannschaft. Zunächst unter Salvatore Campilongo, arbeitete er später mit Alfredo Aglietti, kurze Zeit auch mit Giuseppe Pillon und Guido Carboni, zusammen. 2012 wurde Maurizio Sarri verpflichtet, der die Mannschaft nach zwei Jahren in die Serie A führte und in der Folgesaison den Klassenerhalt schaffte. Nach Sarris Wechsel zum SSC Neapel assistierte Martusciello in der Spielzeit 2015/16 Marco Giampaolo. Da sich der Verein und Giampaolo nicht auf eine Verlängerung der Zusammenarbeit einigten, wurde Martusciello vom Co- zum Cheftrainer befördert und war mit Beginn der Spielzeit 2016/17 für die Mannschaft verantwortlich.

## Erfolge

### Als Spieler
- Meister der Serie C2: 1990/91
- Sieger der Coppa Italia Lega Pro: 1995/96
- Aufstieg in die Serie B: 1995/96
- Aufstieg in die Serie A: 1996/97

### Als Trainer
- Aufstieg in die Serie A: 2013/14